# 浦賀
浦贺（日语：／ Uraga */?）位于神奈川县横须贺市东部，1854年美国海军准将马休·佩里率领舰队驶抵江户附近的浦贺，敲开了日本国门。

## 概要
浦贺位于三浦半岛东部，浦贺水道面向东京湾，浦贺港因其水深成为良港。水湾的东岸与西岸居民依赖渡轮来渡河。浦贺老城区位于多山的地形之中，新城区地处相对平缓的海岸，但是近年来，随着京浜地区的卫星城发展，山上陆续开始建造住宅，防卫大学处在北方的丘陵地区（小原台）。
浦贺地区包括，浦賀丘，浦贺，浦上台，小原台，鸭居，光風台，西浦賀，東浦賀，二叶，南浦賀，吉井11个地区。
住友重机械工业浦贺造船厂（旧浦贺船坞。通称浦贺船坞），进行海上自卫队的舰船的制造和修理，不过，在2003年（平成15年）3月被关闭了。目前计划，该处将发展为露天博物馆。

## 历史
浦贺是三浦半岛中较早发展的地区，江户时代江户湾门口位于从廻船批发商和干鰯批发店鳞次栉比。1720年为了江户湾警备设立了浦贺奉行这个官职，一旦出现了紧急事态就开始浦和炮台的准备。浦贺因船只出入必定要经过的港湾，而蓬勃发展。
1854年美国海军准将马休·佩里率领舰队驶抵江户附近的浦贺（黑船来航事件），浦贺奉行要求其一行在久里浜（现横须贺市。当时小渔村）登陆。
此后1860年是咸临丸军舰比浦贺港出港，横渡太平洋。

## 商业和公共
- 防衛大学校（小原台）
- 横須賀市立浦賀中学校
- 横須賀市立浦賀小学校
- 浦賀商友会（浦賀地区的商店街）

## 史迹
- 住友重机械工业浦贺造船厂
- 浦贺渡船码头（横須賀市道2073号）
- 叶神社（東叶神社・西叶神社）
- 浦賀城（戦国時代的山城）
- 為朝神社
- 走水神社
- 浦賀奉行所跡
- 東林寺（浦賀奉行中島三郎助墓）
- 陆军码头
  - 浦贺海港纪念碑
- 燈明堂

## 交通
1. ↑  . 横須賀市観光情報.   [2022-05-16]. （原始内容存档于2022-06-28） （日语）.
2. ↑  . 東京湾観光情報局. 2016-07-26  [2022-05-16]. （原始内容存档于2021-07-25） （日语）.